# Containmentpolitiek

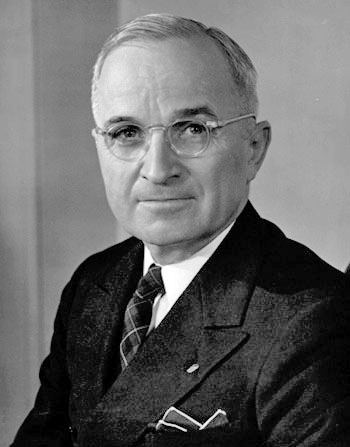
Harry Truman

Containmentpolitiek, ook wel indammingspolitiek genoemd, was een onderdeel van het Amerikaanse buitenlandse beleid, zoals door president Truman in 1947 werd geformuleerd in de Truman-doctrine. De Amerikaanse diplomaat George Kennan wordt wel gezien als de initiator ervan, met zijn klassiek geworden diplomatieke telegram uit Moskou, waarin hij het wereldbeeld van het Sovjet-regime beschreef. Later werkte hij de inhoud van dit telegram verder uit in een artikel in het tijdschrift Foreign Affairs, het zogenaamde X-artikel. Het wereldbeeld van de Sovjets werd volgens hem gekenmerkt door een neurotisch wantrouwen tegen de buitenwereld, dat al uit de tsaristische tijd stamde en door de moderne ideologische tegenstellingen verscherpt. Het door Kennan aanbevolen beleid was het Sovjet-regime niet nodeloos te provoceren, maar slechts waar noodzakelijk lokaal tegenwicht te bieden tegen de permanente expansionistische Sovjet-politiek.

## Overzicht
Het concept van "containment" komt voort uit het idee dat isolatie zal leiden tot stagnatie. In de vroegere geschiedenis werd containment gebruikt als een tactiek in plaats van een strategie of als beleid. Een passieve belegering van een bolwerk waar een machtige of invloedrijke vorst woonde en het afsnijden van zijn bevoorradingslijnen was een vorm van containment. Dit maakte de vorst hulpeloos, daar zijn tactiek alleen nog kon berusten op de soldaten die zich binnen het bolwerk bevonden. Een andere manier om de schade door containment te maximaliseren was de vijand te ontwrichten door het creëren van een situatie van relatieve isolatie. In de praktijk kan dit worden bereikt door spionage en sabotage. Het beoogde resultaat is dat als gevolg van de isolatie elke geïntroduceerde ontwrichting een grote schade zal opleveren en dat het een lange tijd zal duren om het te herstellen wanneer het geen toegang heeft tot voorraden van buitenaf, of voorraden zal vereisen (vooral in de vorm van veiligheidsmaatregelen) om schade te voorkomen. Dit dient het doel van het behouden van een strategisch overwicht. Nog tijdens de twee Wereldoorlogen was een sleutelelement van de geallieerde overwinning de zeeblokkade van Duitsland en diens bondgenoten. Ook in de Pacifische Oorlog tegen Japan was men succesvol in het economisch ontwrichten van Japan door het van zijn koloniën af te snijden. De Verenigde Staten en haar bondgenoten hoopten dat containment uiteindelijk de val van de Sovjet-Unie en haar satellietstaten zou veroorzaken.

## Oorsprong
Overal op de wereld waar volken bedreigd werden in hun vrijheid zouden de Verenigde Staten dat volk bijspringen met economische en eventueel militaire hulp. 
President Truman:"...Ik geloof dat het de politiek van de VS dient te zijn om vrije volken te steunen die zich verzetten tegen pogingen tot onderdrukking door gewapende minderheden of door druk van buiten...". President Truman noemde het communisme niet expliciet, maar iedereen begreep wat hij bedoelde.
De aanleiding tot de formulering van een containmentbeleid was de expansie van het communisme in Oost-Europa. De Sovjet-Unie wilde in deze aangrenzende landen alleen bevriende (communistische) regeringen accepteren. Er werd een bufferzone, ook wel cordon sanitaire aangelegd om een eventuele volgende aanval vanuit het Westen op de Sovjet-Unie op te kunnen vangen (eerder was Rusland onder andere al aangevallen door Frankrijk ten tijde van Napoleon (1812), later in de Eerste Wereldoorlog door het Duitse Keizerrijk in 1914, tijdens de Russische Burgeroorlog in 1918 door meerdere mogendheden en in de Tweede Wereldoorlog door nazi-Duitsland (1941)). De Russische expansie in Oost-Europa was vanuit Russische ogen dus defensief van aard. De Amerikaanse regering benadrukte de offensieve kant. Zij zagen de expansie als een bedreiging voor de Westelijke wereld. 
In 1947 dreigde ook Griekenland te vallen voor het communisme. Het Verenigd Koninkrijk steunde Griekenland echter en toen zij dat niet meer konden betalen vroegen zij de VS om hulp, wat daar een juichstemming teweegbracht.

## Uitvoering
Om het communisme tegen te houden brachten de VS een aantal militaire bondgenootschappen op de been, die een gordel gingen vormen rondom de Sovjet-Unie: de NAVO in Noord-Amerika en West-Europa, het Pact van Bagdad in het Midden-Oosten en de ZOAVO in Zuidoost-Azië. Pakistan, Turkije, Frankrijk, het Verenigd Koninkrijk en de Verenigde Staten vervulden scharnierfuncties door van meerdere organisaties lid te zijn. Ook met Japan bestond samenwerking op militair gebied. Aldus ontstond een belegeringsring rondom de communistische staten in Eurazië: West-Europa - Turkije - Iran - Pakistan - Thailand / Australië / Filipijnen - Japan - Alaska - Canada - Groenland - IJsland - en weer terug naar West-Europa.
In 1947 werd door de VS ook het Marshallplan gepresenteerd. Door in West-Europa welvarende landen te scheppen, konden de VS met economische middelen voorkomen dat het communisme zich daar zou uitbreiden. Het idee hierachter was dat landen waar de inwoners ontevreden waren over hun bestaan, zich eerder aangetrokken zouden voelen tot het communisme.
Door  middel van een indammingspolitiek probeerden de Verenigde Staten te voorkomen, dat het ene na het andere land onder invloed van het communisme zou komen, de zogenaamde domino-theorie.